# Curtis (comic strip)
Curtis est un comic strip américain créé par Ray Billingsley et diffusée depuis le 3 octobre 1988 par King Features Syndicate.
La série met en la vie d'une famille afro-américaine de classe moyenne vivant dans une grande ville non nommée. C'est l'un des premiers comic strips à grande diffusion dont la majorité des personnage est  afro-américaine.
Elle a notamment valu à son auteur le prix Reuben en 2021.